# Natalija Medwediewa
Natalija Medwediewa, ukr. Наталія Медведєва (ur. 15 listopada 1971 w Kijowie) – tenisistka radziecka, następnie ukraińska, reprezentantka Ukrainy w Fed Cup.

## Kariera tenisowa
Zawodową tenisistką była w latach 1987–1998.
Natalija Medwediewa jest siostrą Andrija Medwediewa, również tenisisty, z którym osiągnęła finał Pucharu Hopmana w 1995 roku. W finale ulegli Niemcom Anke Huber i Borisowi Beckerowi.
Medwediewa po raz pierwszy przystąpiła do zawodów Wielkiego Szlema podczas kwalifikacji do Wimbledonu 1987, które z powodzeniem przeszła. W pierwszej rundzie turnieju głównego uległa jednak Pam Shriver. Jej dalsze sukcesy w gronie profesjonalnych tenisistek to przede wszystkim zwycięstwa w grze podwójnej. W singlu wygrała cztery turnieje z cyklu WTA Tour, począwszy od triumfu w Nashville w 1990 roku, kończywszy na wygranej w Essen w 1993, gdzie w finałowej rozgrywce pokonała Conchitę Martínez. Do jej cenniejszych wygranych należy zaliczyć pokonanie Anke Huber, Arantxy Sánchez Vicario czy Kateriny Maleewej.
Starty w konkurencji deblowej rozpoczęła w lutym 1988 roku od imprezy w Oklahomie. Już dwa miesiące później odniosła pierwsze zwycięstwo turniejowe razem z rodaczką Nataliją Bykową (wówczas jeszcze obie tenisistki reprezentowały barwy Związku Radzieckiego). Z Bykową Medwediewa współpracowała do 1989 roku; występem na US Open 1989 zainaugurowała swoje starty z Leilą Meschi. W listopadzie 1989 po raz pierwszy osiągnęły finał w Nashville, a pierwsze zwycięstwo odnotowały w lutym 1990 w Auckland. W sierpniu dotarły do ćwierćfinału US Open 1990, ulegając najlepszemu wówczas deblowi świata, czyli Natalli Zwierawej i Łarysie Sawczenko. W roku 1991 Medwediewa wygrywała turnieje zawodowe także w parze z Jeleną Briukowcewą. Występowała razem z różnymi tenisistkami, między innymi Francuzką Isabelle Demongeot, Niemką Karin Kschwendt, Włoszką Laurą Golarsą, czy wreszcie z samą Sawczenko.
W 1990 roku osiągnęła półfinał French Open w grze mieszanej razem z Amerykaninem Kellym Jonesem. W 1994 doszła do tego samego etapu Australian Open u boku Paula Haarhuisa.
Ostatnie mecze zawodowe Medwediewa rozegrała w 1998 roku, choć jeszcze dwa lata później występowała w rozgrywkach Fed Cup, grając wyłącznie mecze gry podwójnej.

### Finały juniorskich turniejów wielkoszlemowych

#### Gra podwójna (2–0)
| Końcowy wynik | Rok  | Turniej     | Nawierzchnia | Partnerka        | Przeciwniczki                  | Wynik finału  |
| Zwyciężczyni  | 1987 | French Open | Ceglana      | Natalla Zwierawa | Michelle Jaggard Nicole Provis | 6:3, 6:3      |
| Zwyciężczyni  | 1987 | Wimbledon   | Trawiasta    | Natalla Zwierawa | Kim Il-soon Paulette Moreno    | 6:2, 5:7, 6:0 |